# Bupalus nigricans
Bupalus nigricans är en fjärilsart som beskrevs av Dzuirz 1912. Bupalus nigricans ingår i släktet Bupalus och familjen mätare. Inga underarter finns listade i Catalogue of Life.